# Турба (река)
Турба — река в России, протекает по Тобольскому району Тюменской области. Вытекает из Чубургинского озера. Устье реки находится в 53 км по правому берегу реки Тобол. Длина реки составляет 29 км.
Система водного объекта: Тобол → Иртыш → Обь → Карское море.

## Данные водного реестра
По данным государственного водного реестра России относится к Иртышскому бассейновому округу, водохозяйственный участок реки — Тобол от впадения реки Исеть и до устья, без рек Тура, Тавда, речной подбассейн реки — Тобол. Речной бассейн реки — Иртыш.
Код объекта в государственном водном реестре — 14010502612111200013423.